# Инглин, Майнрад
Майнрад Инглин (нем.  Meinrad Inglin; 28 июля 1893, Швиц — 4 декабря 1971, Швиц) — швейцарский прозаик, писал на немецком языке.

## Биография и творчество
Сменил несколько профессий, прежде чем в 1922 году занялся в Берлине журналистикой и издательской деятельностью. Автор романов и рассказов о разрушении сельской жизни наступающей урбанистической цивилизацией. Из его книг наиболее известен роман-хроника из жизни Цюриха в 1912—1918 годах  «Швейцарское зерцало» (1938).

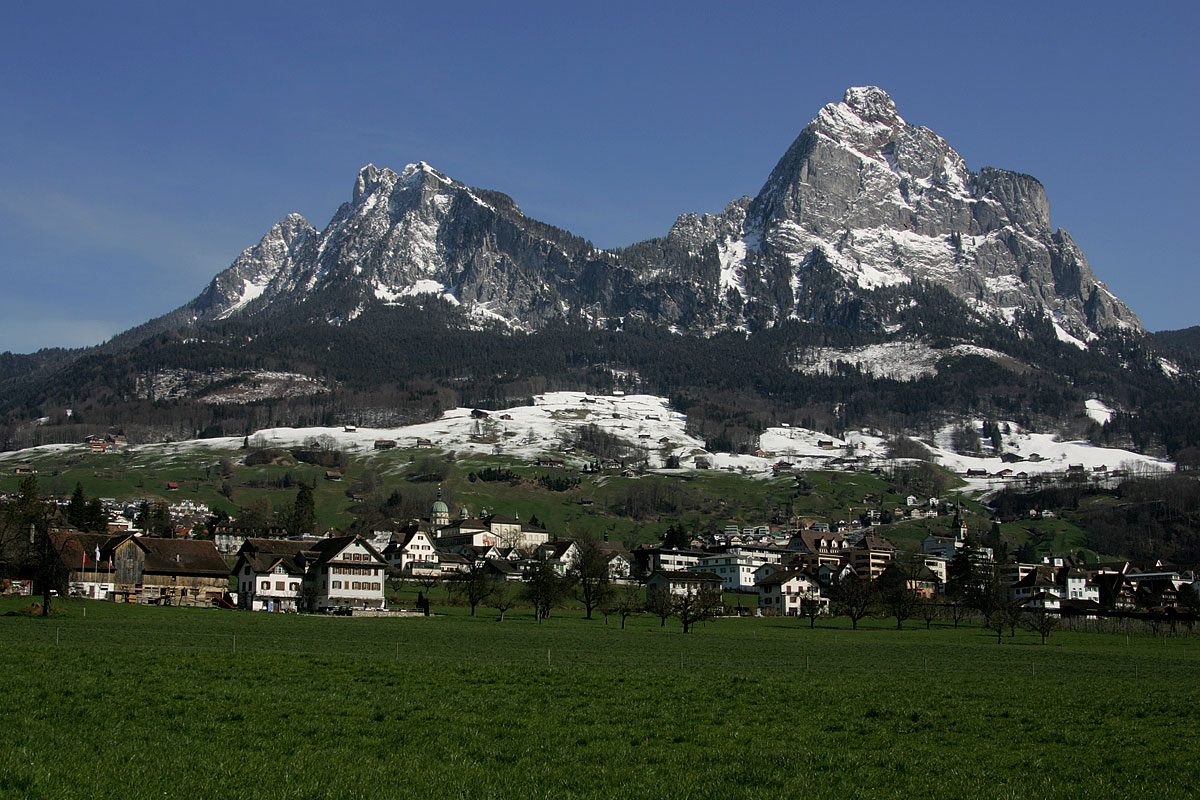
горы Малый и Большой Митен в кантоне Швиц

## Признание
Большая премия Шиллера Союза писателей Швейцарии (1948), премия Готфрида Келлера (1965). Почетный доктор Цюрихского университета (1948). По новелле Инглина «Черный Таннер» снят одноименный фильм швейцарского кинорежиссёра Ксавьера Коллера (1985, см.: ).

## Произведения
- Die Welt in Ingoldau (1922)
- Grand Hotel Excelsior (1928)
- Jugend eines Volkes. Erzählungen vom Ursprung der Eidgenossenschaft (1933)
- Schweizerspiegel (1938)
- Güldramont. Erzählungen (1943)
- Die Lawine und andere Erzählungen (1947)
- Wener Amberg (1949)
- Urwang (1954)
- Verhexte Welt. Geschichten und Märchen (1958)
- Erlenbüel (1965)
- Erzählungen I (1968)
- Erzählungen II (1970)

## Сводные издания
- Gesammelte Werke in zehn Bänden/ Hrsg. von Georg Schoeck. Zürich: Ammann, 1987—1991